# Владислав Фрасинюк
Владѝслав Фрасѝнюк (на полски: Władysław Frasyniuk) е полски политик, предприемач, активист на опозицията в Полската народна република, бивш лидер на Уния на свободата и на Демократическата партия, депутат в Сейма I, II и III мандат.

## Биография
Владислав Фрасинюк е роден на 25 ноември 1954 г. във Вроцлав. През 1974 г. завършва Техникум по автотранспорт в родния си град, до 1980 г. работи като шофьор в транспортни фирми. От 1993 г. е съдружник във ФФ Фрахт ЕООД, занимаващо се със спедиторски услуги, логистика и транспорт.

### Профсъюзна и опозиционна дейност
През 1980 г. се присъединява към Независимия самоуправляем профсоюз „Солидарност“. От юни до октомври 1981 г. е член на Националната споразумителна комисия, a от декември става член на Националната комисия на профсъюза. На 30 юни 1981 г. поема функцията на председател на управителния съвет за регион Долни Шльонск. На 13 декември 1981 г. успява да избегне задържането си в сопотския „Гранд Хотел“. В периода 1981 – 1982 г. ръководи тайния Регионален стачен комитет в Долни Шльонск. През 1982 г., а след това и от 1986 до 1987 г. влиза в състава на Временната координационна комисия. В периода 1982 – 1986 г. с кратки прекъсвания лежи в затвора за опозиционна дейност, освободен е поради амнистия.
В периода 1987 – 1990 г. ръководи Регионалната изпълнителна комисия, до 1989 г. е член на Националната изпълнителна комисия, а след това за около година е в президиума на профсъюза. През 1989 г. взема участие в пленарните разговори на Кръглата маса. Член е на Граждански комитет „Солидарност“. Не се е кандидатирал за т. нар. Договорен сейм (пол. Sejm kontraktowy).

### Политическа дейност
В началото на 90-те години става член на градския съвет на Вроцлав. В периода 1991 – 2001 г. в продължение на три мандата е депутат, избран като представител на Демократична уния и Уния на свободата. През първия мандат е член на Комисията по икономика и промишленост, през втория на Комисията за преструктуриране на собствеността, а през третия си мандат работи като заместник-председател на Комисията по правилника и въпросите на народното представителство и като член на Комисията за държавната хазна, собствеността и приватизацията. През 2001 г. се кандидатира за преизбиране, но Уния на свободата не печели мандат в Сейма. Безрезултатно се кандидатира и в изборите за Сенат през 2004 г. (получава 3-то място от 10 кандидати), както и в парламентарните избори за Сейм през 2005 година.
Владислав Фрасинюк е един от основателите на гражданското движение Демократично действие, чийто лидер е. През 1991 г. влиза в Демократическа уния, като в продължение на две години е неин заместник-председател. През 1994 г. става член на Уния на свободата, през 1999 г. заема длъжността председател на долношльонските войводски структури. От 2001 до 2005 г. е председател на Уния на свободата. През 2005 г. става един от инициаторите и лидери (заедно е Йежи Хаузнер и Тадеуш Мазовецки) на преобразуването на Уния на свободата в Демократическа партия. Ръководи я до 4 март 2006 г. През декември 2009 г. напуска Демократическата партия. В президентските избори през 2010 г. подкрепя Анджей Олеховски.

### Обществена дейност
- 1993 – член на Съвета на основателите на Международна фондация „Wratislavia Cantans“
- 1993 – председател на Асоциация за децата
- 1998 – председател на боксовия отдел на спортен клуб „Гвязда“ Вроцлав

## Отличия и награди

### Ордени и отличия
- 1990 – Кавалерски кръст на Ордена на възродена Полша (с указ на президента в изгнание Ришард Качоровски, от 11 ноември)
- 2006 – Голям кръст на Ордена на възродена Полша (с постановление на президента Лех Качински от 28 август, за изключителни заслуги в дейността за извършване на демократични промени в Полша, за постижения в професионалната и обществената дейност), който му е връчен на 1 септември същата година по време на 26-ата годишнина от подписването на августовските споразумения в Гданск.

### Награди и отличия
- 1995 – индивидуална награда „Велка вроцлавска“
- 1996 – наградата на Полско-индийското дружество в Делхи
- 2011 – титлата почетен гражданин на Вроцлав
- 2013 – наградата „Анджей Вежбицки“, присъдена от конфедерация Левиатан
- 2014 – титлата почетен гражданин на Долни Шльонск